# تندر در میانکوه
تندر در میانکوه (انگلیسی: Thunder in the Valley) یک فیلم درام آمریکایی به کارگردانی لوئیس کینگ است که در سال ۱۹۴۷ منتشر شد.

## بازیگران
- لان مک‌کالیستر
- پگی ان گارنر
- ادموند گون
- رجینالد اوئن
- جیمز فینلیسون (نامش در عنوان‌بندی فیلم نیامده)
- سی. مانتگیو شا